# Arthur Riedel
Arthur Riedel (* 1. Februar 1888 in Pforzheim; † 29. August 1953 in Basel, Schweiz) war ein deutscher Grafiker, Maler, Radierer und Exlibriskünstler, der überwiegend in Basel und Karlsruhe tätig war.  Zudem war er auch für fünf Jahre als Dekorations- und Flachmaler in Deutschland, Österreich und der Schweiz tätig.

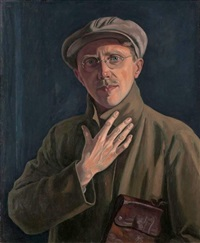
Arthur Riedel, Selbstbildnis, 1930, Tempera auf Holz, 1930, 61 × 50 cm, Privatbesitz

## Leben
Riedel wurde Anfang 1888 als Sohn eines Pforzheimer Schlossermeisters geboren, seine Familie zog 1889 nach Basel. Er hätte wie sein Vater Handwerker werden sollen, durfte aber wegen seines Zeichentalents bei einem Maler in die Lehre gehen. Parallel dazu besuchte er eine Klasse für Malerei und Graphik bei Fritz Schider an der Zeichen- und Modellierschule der Gewerbeschule in Basel. Er absolvierte die Zeichenschule von Moritz Heymann in München und schrieb sich am 4. November 1908 an der dortigen Akademie für das Fach Zeichnen bei Peter Halm ein. Das Radieren erlernte er autodidaktisch anhand von Vorlagen und kehrte zunächst nach Basel zurück. Er folgte einer Einladung nach Karlsruhe und wurde Hospitant an der dortigen Kunstschule, wo er Meisterschüler von Walter Conz wurde. Riedel gehörte dem Freundeskreis um Hans Thoma an, in dessen Tradition er Radierungen schuf, vor allem Porträts, Landschaften und Tierbilder. Er wurde jedaoch auch durch Fritz Boehles Kunst angeregt.

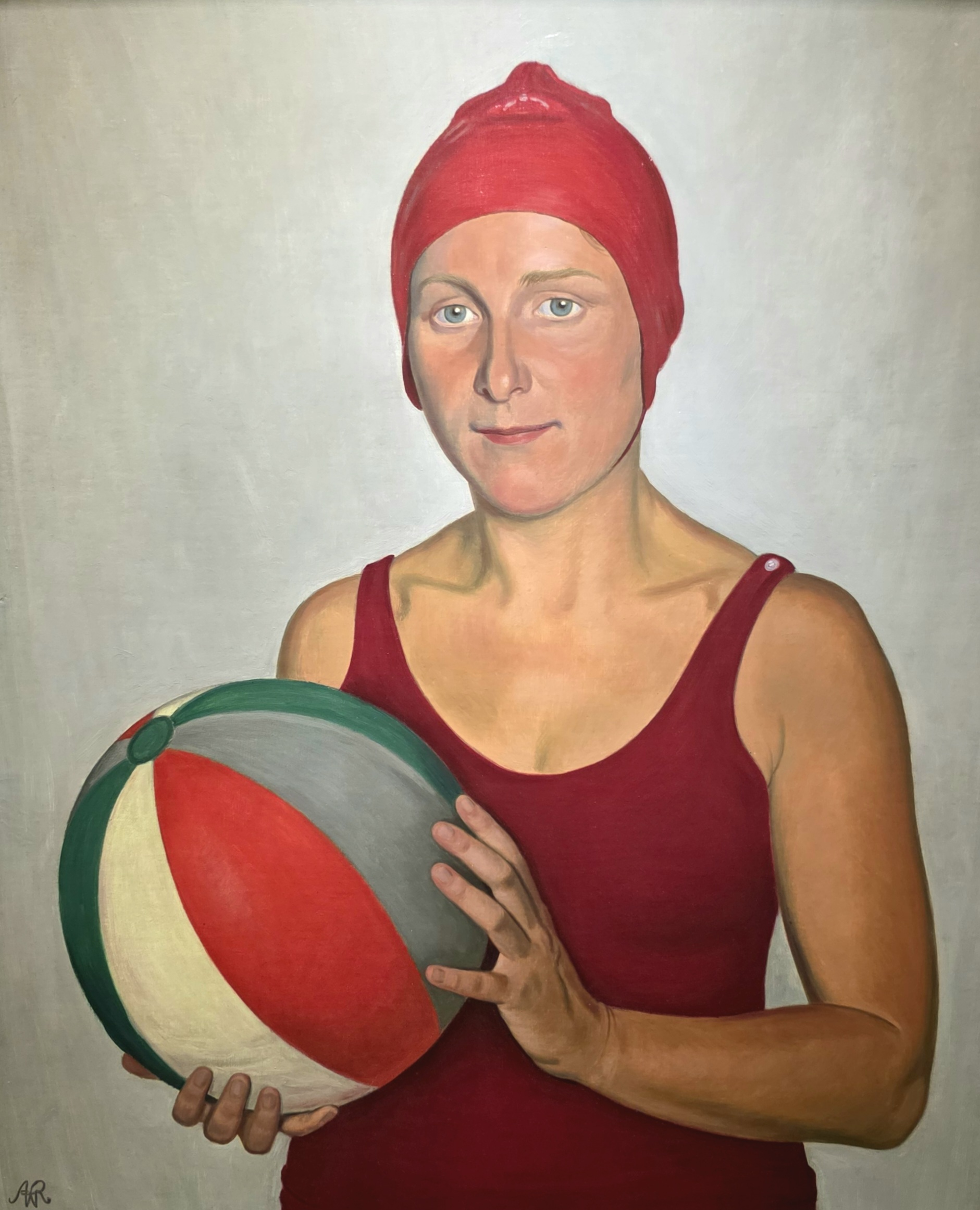
Arthur Riedel, Frau mit Wasserball, Tempera auf Malplatte, 1932, 73 × 60 cm, Privatbesitz

1913 unternahm Riedel eine Studienreise nach Italien. Während er zuerst als Radierer reüssierte – vorrangig mit Szenen aus der Basler Folklore und Eindrücken aus dem Jura – und für Kollegen druckte, widmete Riedel sich nach dem Ersten Weltkrieg unter dem Einfluss von Ernst Würtenberger vermehrt der Ölmalerei. 1914 veröffentlichte er sieben Lithographien und versuchte sich seit 1915 an Aktbildern, Figuren und Landschaften mit kräftigen Farben.
Riedel war Mitglied des Vorstands des Radierervereins und des Künstlerbundes in Karlsruhe. Einige seiner Radierungen gelangten in das dortige Kupferstichkabinett, in die
Kupferstichsammlung der Eidgenössischen Technischen Hochschule in Zürich sowie in die Kunstsammlung in Basel. Es kamen bis Ende 1915 rund 120 Radierungen (Ex-libris, Kompositionen, Köpfe und Landschaften) zusammen. Er brachte auch einen Zyklus von Radierungen mit dem Titel Jura-Phantasien heraus, den er Hans Thoma widmete. Ein weiterer Zyklus entstand zu Gerhart Hauptmanns Drama Die versunkene Glocke und eine Folge von Radierungen entstand zu Carl Spittelers Epos Olympischer Frühling. Er war mit seinen Werken in Ausstellungen unter anderem in Basel, Rom, Hannover, Hamburg und München vertreten, sowie 1916 und in den 1920er Jahren an mehreren Gruppenausstellungen im Kunsthaus Zürich beteiligt. Vom 14. April bis zum 12. Mai 1951 waren Werke von ihm gemeinsam mit denen von Maria La Roche, Theodor Barth, und Emil Schill im Basler Kunstverein zu sehen.

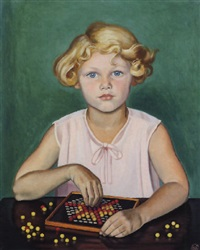
Arthur Riedel, Kinderbildnis - Marianne Riedel, Öl auf Sperrholz, 1930, 32,5 × 37 cm, Privatbesitz

## Werkbeispiele
- Tiere. Mappe mit Radierungen, Basel 1919.
- Zwölf Radierungen zu den Fabeln des Aesop. Ernst Würtenberger gewidmet. Rotapfel-Verlag Erlenbach-Zürich und Leipzig 1921.
- Basler Bilder. Mappe mit Radierungen, Basel 1924.